# Tom-Tom e Nana
Tom-Tom e Nana [tõtõenaˈna] è un fumetto per ragazzi che viene pubblicato nella rivista mensile J'aime lire sin dal primo album nel 1977. Inizialmente, il fumetto era intitolato La famiglia Dubouchon. Gli autori iniziali della seria sono Jacqueline Cohen per i testi e Bernadette Després per i disegni. In seguito sono state accompagnate. per la sceneggiatura da Évelyne Reberg. Catherine Viansson-Ponté si occupa di colorare i disegni.
Tratta le avventure della famiglia Dubouchon, proprietaria del ristorante À la bonne fourchette, la cui tranquillità è minata dai capricci dei due più giovani, Tom-Tom e Nana.

## Storia editoriale
Estremamente poco pubblicizzato all'inizio, indubbiamente per colpa del suo statuto di fumetto alla fine di una rivista creato unicamente per fidelizzare i giovani lettori, il fumetto ha avuto un gran successo tra gli anni 1995-2000 (periodo in cui viene creato anche un cartone animato). Ma, durante gli anni 2000, non viene più pubblicato regolarmente: le storie, che fino a quel momento occupavano 10 pagine, cambiano spesso il numero di pagine. Le storie (che non sono più lunghe di una pagina) vengono pubblicate irregolarmente nella rivista J'aime lire.
Nel 2019, al festival del fumetto di Angoulême, i disegni di Tom-Tom e Nana di Bernadette Després sono esposti in una sala del museo. Viene premiata con un "Fauve d'honneur".
Nel 2020, due fan fanno una videointervista con la fumettista. In quella sede analizzano anche la loro passione d'infanzia per Tom-Tom e Nana.

## Personaggi

### La famiglia Dubouchon
- Tom-Tom Dubouchon è il più piccolo dei figli e il solo maschio della famiglia, scansafatiche stanco delle intemperanze di Nana. Il più delle volte, è lui che escogita gli scherzi più grandi. Ha circa 9 anni.
- Nana Dubouchon, è la beniamina, che si lascia coinvolgere negli scherzi di Tom-Tom, il quale ammira tanto quanto Marie.Lou. Ha circa 7 anni. Il suo carattere, abbastanza semplice all'inizio, evolve in seguito verso una personalità più da pazzerella.
- Adrien Dubouchon, è il padre dei ragazzi e primo chef del ristorante. Spesso irritabile, sembra essere uno chef famigerato, pluripremiato, la sua choquette royale è famosa.
- Yvonne Dubouchon, è la madre dei ragazzi. Più permissiva del marito ma comunque sopraffatto dalle eccentricià dei suoi figli.
- Marie-Lou Dubouchon, è la primogenita tra i fratelli, adolescente innamorata di Mémed per gran parte della serie (cosa che non le impedisce di flirtare con altri ragazzi), è anche lei sopraffatta da suo fratello e sorella minore.
- Roberte Dubouchon, è la sorella d'Adrien e quindi zia dei ragazzi. Ha un canarino ed è appassionata di lavori domestici e scolastici. É il personaggio che, più di tutti, cerca di evitare i Dubouchon, e ottiene spesso ciò che vuole.

### I dipendenti e i clienti del ristorante
- Mélanie Lano, aiuto-chef. Nel volume 33, mama Marto insinua che suo figlio Gino ha una relazione con lei.
- Gino Marto, cameriere di origini italiane, sempre alla moda e figlio di mama Marto, una madre molto eccentrica e turbolenta. Adora Tom-Tom e Nana, ma gli capita di esplodere per i loro scherzi.
- Arthur e i suoi genitori. Capriccioso e irascibile, Arthur è un re bambino i cui minori desideri vengono sempre esauditi. I suoi genitori lo proteggono e lo viziano in modo eccessivo, rendendolo emotivamente instabile. Inoltre, solamente Tom-Tom e Nana accettano di giocare con lui perché costretti
- Sig. Henri, cliente abituale che ha circa sessant'anni. Sempre molto calmo e posato durante i pasti, il resto del tempo è un personaggio molto eccentrico.
- Sig.ra Poipoi, cliente abituale, è generalmente accompagnata dal signore Henri.
- Sig. Robert, cliente abituale, cena spesso col signor Henri e la signora Poipoi.
- Sig.ra Kellmer, cliente che ama la veggenza e la magia, ed è appassionata di animali. Ciononostante i genitori Dubouchon la evitano mentre i loro figli la adorano. Ha un grande cane, Poussin, origine di molte battute.
- Sig. Nénesse, cliente con l'aspetto di un barbone.
- Sig. Rechignou, cliente esigente. Una volta divenuto ricco, abbandona la Bonne Fourchette per il ristorante chic Homard Gracieux. Nonostante la sua orribile personalità (che andando avanti si ammorbidisce), i Dubouchon fanno di tutto per riconquistarlo durante le sue, rare, visite; ma senza successo. Lavora in una impresa di scherzi e trappole, cosa in contrasto col suo carattere rigido.
- Sig.ra Mochu, cliente altezzosa e particolarmente brutta nonostante curi molto il suo aspetto.
- Bouboule, figlio della signora Mochu.
- Sig. Biscotte, cliente che pratica il catch con lo pseudonimo di " Poigne de Béton" ( " Mucchio di cemento").
- Sig. Lachaise, cliente, supplente del signor Tabouret, che litiga con Tom-Tom dal primo incontro.

### La scuola
- Rémi Lepoivre, migliore amico di Tom-Tom, di origini Guadalupe, fa parte di una famiglia molto sportiva. Anche se apparentemente è un alunno modello a scuola, è turbolento quasi quanto i fratelli Dubouchon. Il lettore lo conosce perché non si separa mai dal suo cappello verde.
- Sophie Moulinet, amica di Tom-Tom, riconoscibile dai suoi grandi occhiali e prima della classe, è figlia di genitori ricchi, a volte odiosa. Sembra che Tom-Tom ha una piccola cotta per lei in alcune storie.
- Alexandre, compagno di classe di Tom-Tom con il quale si azzuffa regolarmente.
- Fatiah, amica di Nana, è una furbetta.
- Sig. Albert Tabouret, insegnante di Tom-Tom, inflessibile per gli errori ortografici e i calcoli, è molto severo con i suoi alunni, spesso ingiustamente.

## Scenette ricorrenti
Numerose scene ricorrono per vivacizzare la serie:
- La festa del papà e della mamma: quasi ogni anno, la festa della mamma- e meno regolarmente, la festa del papà- è rovinata da un evento dell'ultimo minuto, e tutta la storia tratta dei tentativi di Tom-Tom e Nana di salvare la festa.
- Operazione seduzione per il signor Rechignou: sig. Rechignou è un cliente agiato, che preferisce il Homard Gracieux piuttosto che la Bonne Fourchette. Visitando il ristorante della famiglia di tanto in tanto, i Dubouchon cercano di convincerlo a venire ogni giorno a mezzogiorno con i suoi amici, snob come lui, trattandolo meglio di tutti gli altri clienti. Ogni tentativo è un patetico fallimento.
- Arthur: è un bambino eccentrico. Ogni volta che va al ristorante litiga con i figli dei Dubouchon, i quali fanno di tutto per calmarli.
- La rissa con Alexandre: i due litigano spesso con Alexandre, Tom-Tom gli propone allora un combattimento, dopo una faida in classe, che alla fine cerca in ogni modo di evitare.
- Zia Roberte: lei da sola, è una scena ricorrente. È molto severa quando si tratta di fare le pulizie, ma il resto del tempo consacra un grande amore per i suoi nipoti.
- Sig.ra Kellmer: anche lei riesce ad provocare delle situazioni simpatiche ogni volta che appare. È una specialista della veggenza, degli animali, delle piante, della magia, ...
- Poussin (poi Pupuce) : il cane della signora Kellmer, molto grande, ingombrante ma anche molto affettuoso. Come la sua padrona, i ragazzi lo adorano e i genitori lo evitano.

## Album

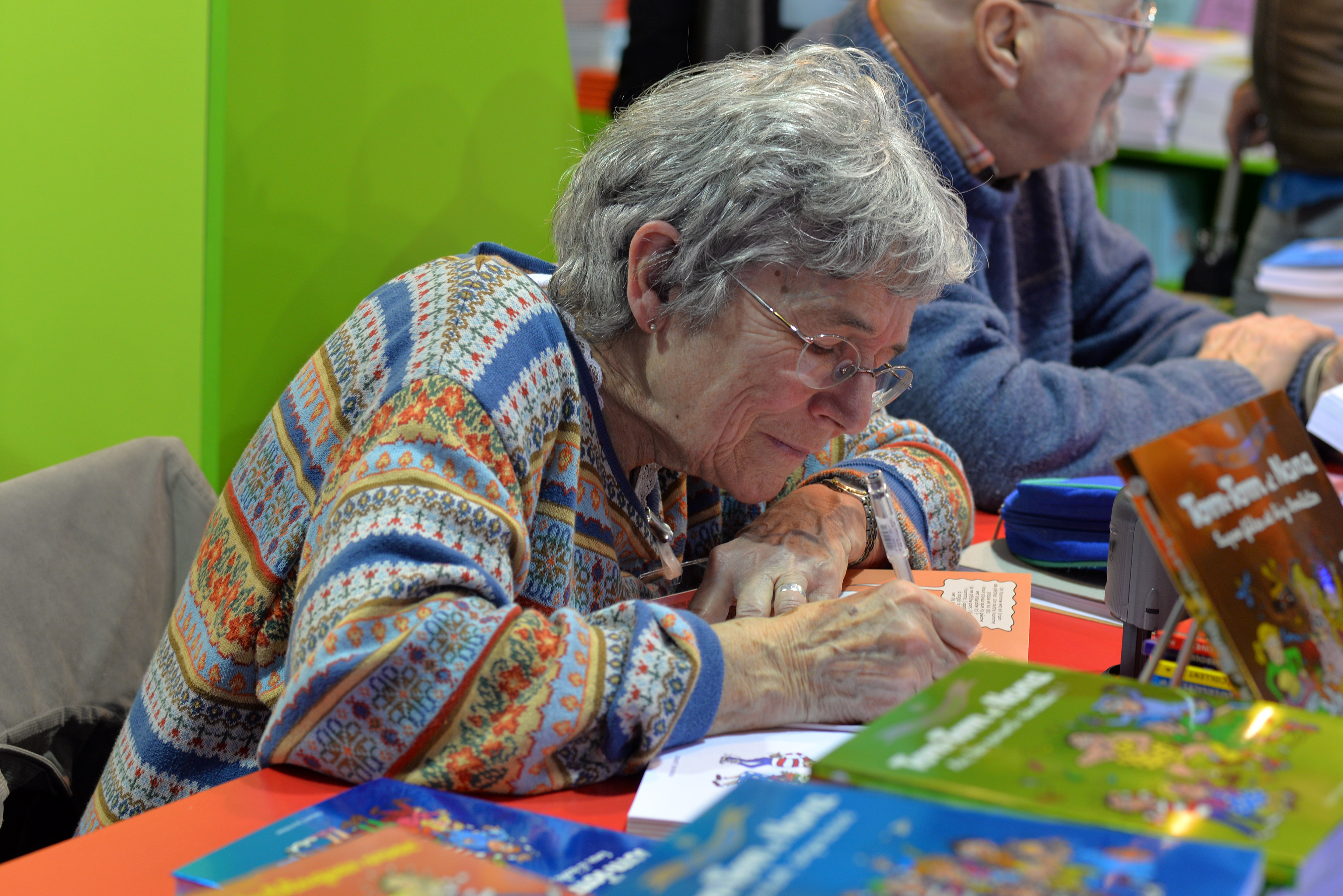
Bernadette Després firma gli album della serie all'Angoulême Festival 2015

Le storie sono regolarmente raggruppata negli album dedicati. La prima collezione viene pubblicata nel 1985 e raggruppa le avventure di Tom-Tom Dubouchon. Ogni album è composto da nove storie composte da 10 tavole ognuno.

### Tom-Tom e Nana
1. Tom-Tom et l'impossible Nana
2. Tom-Tom et ses idées explosives
3. Tom-Tom le roi de la tambouille
4. Les cartables décollent
5. Les vacances infernales
6. Bande de sauvages !
7. Drôle de cirque
8. Les deux terreurs
9. Les fous du mercredi
10. Les premiers de la casse
11. Ici radio-casserole
12. Et que ça saute !
13. Bonjour les cadeaux !
14. La tribu des affreux
15. Ça va chauffer !
16. Abracada...boum !
17. Allez, les monstres
18. Salut, les zinzins !
19. Bienvenue au club !
20. Poux, papous et pas papous
21. C'est magique !
22. Superstars
23. Dégâts à gogo !. Alph-Art jeunesse 7-8 ans au festival d'Angoulême 1999[6]
24. Au zoo, les zozos !
25. Les mabouls déboulent !
26. Tremblez, carcasses !
27. Trop, c'est trop !
28. À l'attaque !
29. Toujours plus forts !
30. La salsa des saucisses
31. Ça roule !
32. Subliiiimes !
33. Ben ça, alors !
34. Increvables !

### Le scene migliori di Tom-Tom e Nana
Questa serie include delle compilation di avventure precedentemente pubblicate:
1. Méga-farces et mini gaffes
2. Fous d'école, dingues de récré
3. Aïe, les parents déraillent !
4. Super fêtes et big boulettes
5. Saperlipopette, voila tante Roberte !
6. Tous potes, tous au top !
7. Vive les génies, debout les ramollis.

## Altri media
Il fumetto fu adattato nel 1997 in serie televisiva animata, mandata in onda dal 7 settembre 1998 su France 3 nel programma Les Minikeums, nel 2005 su Canal J, dal 2011 su France 5 in Zouzous, e anche dal 2007 al 2012 su Tiji.
Una nuova serie inedita è mandata in onda sul canale TéléTOON+ dal 2 settembre 2019 e disponibile su richiesta e su myCANAL.